# Al-Walid ibn Zaydan
Al-Walid ibn Zaydan   (valor desconegut - 21 de febrer de 1636) fou sultà sadita a Marràqueix del 1631 al 1636.

## Biografia
Era fill de Zaydan ibn Ahmad i quan aquest va morir el setembre del 1627, es va revoltar contra el successor, que era el fill gran Abd al-Malik ibn Zaydan; amb ell es va revoltar el seu germà petit Muhammed al-Shaykh al-Saghir, però els dos germans foren vençuts per Abd al-Malek i els seus béns confiscats.
L'afició a la beguda d'Abd al-Malek va facilitar els plans d'al-Walid que amb algunes complicitats a palau va aconseguir fer assassinar al seu germà i immediatament fou proclamat sultà (ja estava a palau esperant). A diferència del seu germà era un home religiós, generós i respectuós amb els notables, i va ser ben rebut per aquests i per la població.
Els primers temps del seu regnat no obstant el va destinar a eliminar els seus rivals de la seva mateixa família. Fins i tot el seu germà petit Muhammed al-Shaykh al-Saghir fou empresonat per temor que es revoltés contra ell. Els seus cosins foren també tots tancats. Va protegir la cultura i era aficionat a la música, però com altres membres de la família tenia debilitat per la beguda.
Tenia problemes financers i no podia pagar als soldats. Els seus caps militars li reclamaven el sou i com que no els pagava li van reclamar menjar, i el sultà els va respondre d'una manera humiliant. Quatre militars enfurismats el van matar el 21 de febrer de 1636. Muhammed al-Shaykh al-Saghir fou tret de la presó i proclamat sultà.